# František Pecháček (politik)
František Pecháček (24. září 1891 – ???) byl československý politik a meziválečný poslanec Národního shromáždění za Komunistickou stranu Československa.

## Biografie
Podle údajů k roku 1933 byl profesí úředníkem v Bílovci.
Po parlamentních volbách v roce 1929 získal za Komunistickou stranu Československa poslanecké křeslo v Národním shromáždění. Mandát ale získal až dodatečně, v roce 1933, poté, co poslanec Čeněk Hruška byl mandátu zbaven. Ve funkci setrval do roku 1934, kdy se vzdal poslaneckého mandátu a nastoupil po něm František Bílek.